# Pilsotas
Pilsotas — небоскрёб в Клайпеде (Литва), на улице Тилжес, высотой 112 метров. Является одним из самых высоких зданий в Литве (второе после Europa Tower) и самый высокий жилой дом в Литве. Башня названа в честь средневековой куршской исторической области Pilsāts (рус. Пилсотас), охватывающей территорию, на которой она расположена. В настоящее время это единственное здание в Клайпеде, которое выше ста метров. Однако велись разговоры о строительстве 170-метрового небоскрёба рядом с Пилсотасом под названием Куршас лит. Kuršas. Архитектор — Донатас Ракаускас. Строительство башни началось в июне 2005 года и закончилось в мае 2007 года.